# 칸델라리아

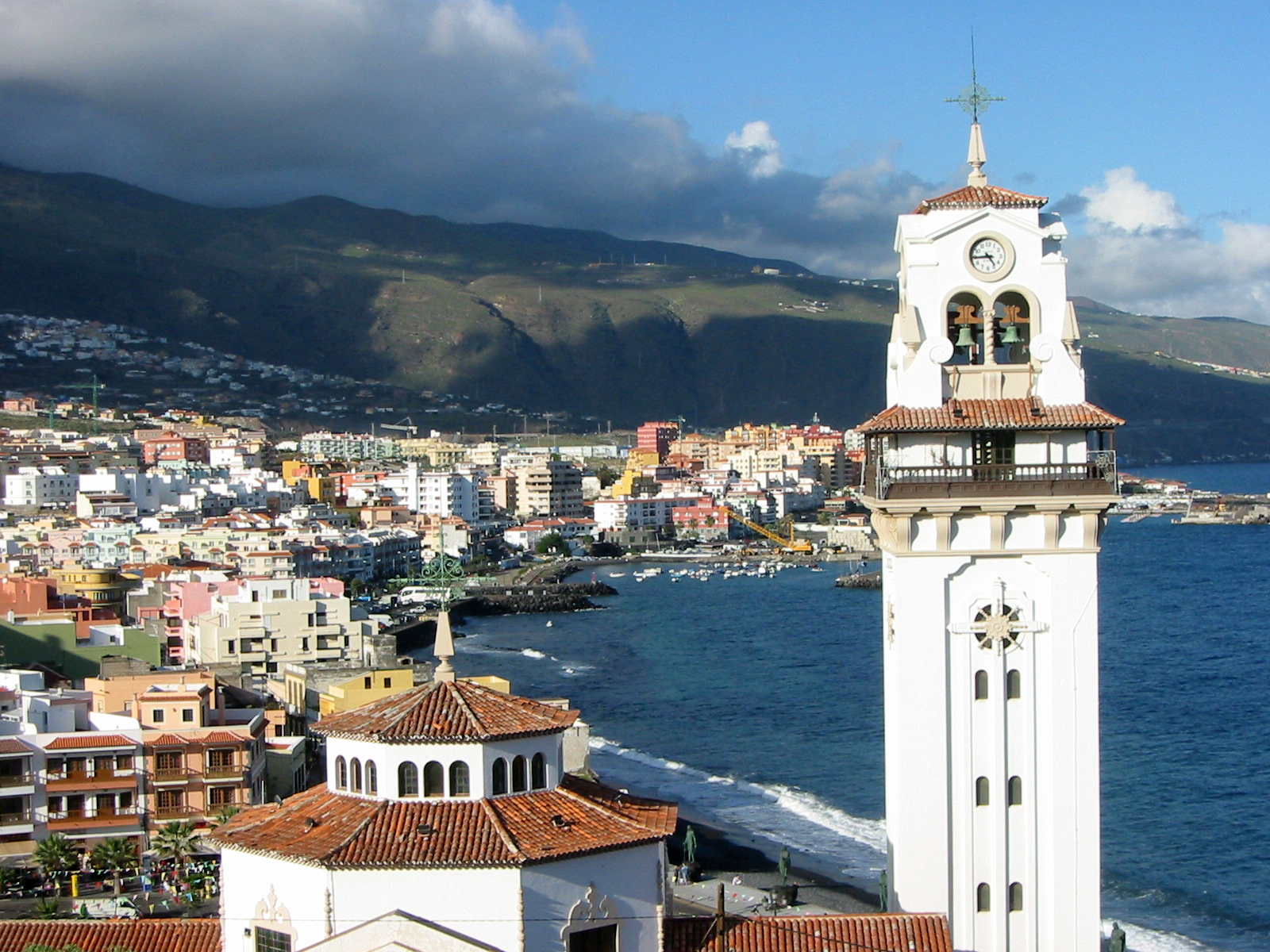
도시의 전경

칸델라리아(스페인어: Candelaria)는 스페인 테네리페섬의 남동부에 있는 도시다. 이 도시에는 25,140명(2010년 기준)의 주민이 살고 있다.
이 마을은 스페인과 라틴아메리카의 가톨릭 신자들에게 카나리아 제도의 수호성인인 ‘칸델라리아의 성모’를 공경하기 위한 장소로 잘 알려져 있다. 가장 유명한 건물은 칸델라리아의 성모 마리아 대성전이다.